# Dante Mircoli
Dante Mircoli (Roma, Italia, 12 de marzo de 1947- Avellaneda, 4 de diciembre de 2024) fue un futbolista italiano nacionalizado argentino. Jugaba de centrocampista y su primer club fue Independiente.

## Carrera
Mírcoli arribó a la Argentina desde Italia a los 4 años, junto con sus padres, abuelos y tíos. Su familia debió huir de su pueblo de Ladispoli, en Roma, hostigado por los coletazos de la Segunda Guerra Mundial. Su desembarco lo llevó a Pergamino y a los 14 años llegó a Buenos Aires para sumarse a Independiente, que lo compró en 50 mil dólares al club Provincial de aquella ciudad. Vivió en la pensión del estadio, debajo de una de las tribunas. Y de la sexta división saltó a la tercera para luego subir a la primera en 1965 y debutar a los 18 años en el empate 0 a 0 ante Estudiantes de La Plata, reemplazando a Ricardo Elvio Pavoni.
Este volante polifuncional, que también supo pararse de marcador lateral izquierdo y delantero, disputó 150 partidos y marcó 12 goles en Independiente. Además, se consagró campeón en cuatro oportunidades: en el Nacional de 1967, los Metropolitanos de 1970 y 1971 y la Copa Libertadores de América de 1972, el certamen en el que jugó 10 partidos y fue goleador junto a José Omar Pastoriza, con 4 goles cada uno.
"En todos los puestos estuve. En un partido se lesionó Pepé Santoro y salió. Dije que quería ir yo al arco, pero el Chivo Pavoni no me dejó y fue él. Si no, hubiera sido también arquero", había manifestado en una entrevista.
El Tano fue protagonista de una de las jugadas clave en la final de la Copa Intercontinental 1972 disputada en la Doble Visera, ante el Ajax de Johan Cruyff. Tras una acción de la estrella del equipo neerlandés, Mírcoli le cometió una dura infracción que obligó a Cruyff a abandonar el campo de juego por un esguince a los 26 minutos del segundo tiempo. Esa noche empataron 1-1 (Cruyff anotó para los visitantes) y en la revancha, Ajax se impuso en Amsterdam por 3-0 y se consagró campeón.
"Yo estaba sobre el sector izquierdo y viene uno y me la roba. Cuando está por pasar, le tiro la patada para que no se escape. Le pegué fuerte, sí. Pero no sabía que era él. Para mí era uno que me quería robar la pelota. Eso éramos nosotros: la pelota era nuestra vida“, explicó el Tano años atrás en una entrevista con diario Clarín. “Es como si hoy le pegara a Messi”, recordó con lujo de detalles.
"¿Si volvería a hacerlo? Seguro, no fue nada de otro mundo, para mí una jugada normal pero se hizo ruido porque era él. Más en ese tiempo que, irse de la cancha era algo que no era normal. Me dieron tantas patadas a mí y nunca protesté. No estoy peleado con nadie, ni enojado. El fútbol es para los hombres y el que no se la banca que no juegue”, rememoró en otra entrevista.
La repercusión de lo que pasó en ese primer duelo de aquella final fue grande. Y en la vuelta, en Holanda, se lo hicieron sentir. “La revancha fue terrible. No me dejaban salir del hotel. Tenía como 20 periodistas atrás mío. Todo el mundo estaba enojado conmigo. Cuando vamos a mover, movía (Eduardo) Maglioni, me acerqué y le dije: ‘Vos amagá que me la vas a tocar a mí’. Cuando amagó, había cinco rivales al lado mío. Me iban a pegar. Me pegaron bastante”, narró.
Sin embargo, la historia no terminó ahí porque en 1994, en un viaje de Dante Mírcoli a Barcelona, se volvió a cruzar con Johan Cruyff y la anécdota sumó un nuevo capítulo. “¡No me vas a pegar de vuelta!”, le dijo Cruyff al italiano nacionalizado argentino cuando lo vio al costado del terreno de juego durante un entrenamiento con el equipo culé. “Se acordaba todavía. Lo saludé, estuvimos hablando un rato y me fui. Estuvo todo bien en esa charla. Yo apenas llegué a Barcelona pedí saludarlo”, contó.
En 1970 había tenido un fugaz paso por el Platense, donde solo jugó 8 partidos. Regresó a su país natal en 1973 para formar parte de las filas del Sampdoria, pero las lesiones hicieron que jugara pocos partidos: en sus nueve participaciones convirtió dos goles.
“En la vida hay cosas que tenés que aprovechar. A mí me hinchaban todo el día con Cruyff. Cuando me compra la Sampdoria todo el mundo me preguntaba por lo mismo. Entonces, ¿qué querés que te diga? Llego a Italia y uno me pregunta ‘¿cómo lo marcaba?’. Y yo le explicaba que lo ‘marcaba así y así’ ¡Qué querés que diga! Entonces empecé a decir que lo marcaba yo. ¡Mentira si yo no tenía nada que ver! Él jugaba allá y yo en la otra punta. ¡Marketing! No es que yo lo busqué”, agregó en su relato.
Ese mismo año, Mircoli volvió a Argentina para jugar durante dos temporadas en Estudiantes de La Plata, donde disputó 28 partidos. En 1975 retornó por segunda vez a su país natal para jugar en el Catania. Al año siguiente se pasó a los bandos del Lecco 1912 y meses después regresó por segunda vez a Argentina para jugar apenas 6 partidos en Racing Club. En 1977 se trasladó a Colombia para formar parte del Atlético Bucaramanga, en donde se retiró del fútbol profesional a los 30 años por una lesión crónica en la rodilla derecha.
"No quise jugar más. Estaba podrido del fútbol. Lo dejé y me puse un supermercado. Por cinco años ni fui a la cancha. No quería saber nada del fútbol, ni hablar. No sé por qué me saturé, me cansé de las lesiones quizás", explica sobre las dolencias físicas que lo persiguieron en sus últimos años.
Tras abandonar su carrera como futbolista, dio sus primeros pasos como entrenador en el Club Florentino Ameghino, del barrio General Mosconi, en Comodoro Rivadavia de la mano de un contrato avalado por la empresa Yacimientos Petrolíferos Fiscales. En su primera temporada, en 1981, se coronó campeón del torneo Clausura de la liga local.
Tuvo pasos posteriores en equipos regionales del sur argentino como Florentino Ameghino de Comodoro Rivadavia en 1981, Racing de Trelew desde 1985 a 1987 y Argentinos del Sur de 1987 a 1989, donde obtuvo ocho títulos. También dirigió a Belgrano de La Pampa, Estudiantes de Rio Cuarto y Deportivo Petroleros de Caleta Olivia. En los certámenes del ascenso condujo a Sportivo Dock Sud, San Telmo y Estudiantes de Caseros.
También dejó su sello en Douglas Haig de Pergamino, en el campeonato de la Primera B Nacional, entre 1993 y 1997. Finalmente, desde 2012, trabajó en Independiente en el área de captación y coordinación de las divisiones juveniles, junto a otras glorias como Ricardo Pavoni, Osvaldo Pérez y Francisco Sá.

## Clubes
| Club                    | País      | Año       |
| ----------------------- | --------- | --------- |
| Independiente           | Argentina | 1965-1970 |
| Platense                | Argentina | 1971-1972 |
| Sampdoria               | Italia    | 1973      |
| Estudiantes de La Plata | Argentina | 1973-1975 |
| Catania                 | Italia    | 1975      |
| Lecco 1912              | Italia    | 1976      |
| Racing Club             | Argentina | 1976      |
| Atlético Bucaramanga    | Colombia  | 1977      |